# تخدر بالنيتروجين
التخدر بالنتروجين(1) هو عبارة عن توصيف لحالة التخدير وغياب الوعي الجزئي التي تحدث عند الغوص في الأعماق باستخدام غازات التنفس. تنشأ هذه الظاهرة نتيجة التأثير المخدر لغازات معيّنة عند ضغوط مرتفعة، حيثُ ينتِج التخدر حالة مشابهة للسكر (التسمم بالكحول) أو استنشاق أكسيد النيتروزس، ويمكن أن يحدث أثناء الغطس الضحل لكنه لا يُلاحظ عادة على أعماق أقل من 30 مترًا (100 قدم).
باستثناء الهيليوم والنيون فإن جميع مكونات غاز التنفس لها تأثير مخدر بدرجات متفاوتة، يزداد هذا التأثير كلما كان الغاز محبًا للدهن بدرجة أكبر، بالرغم من أنه لا يوجد دليل على آلية الظاهرة حتى الآن لكن يوجد دليل قوي على أن الخاصيتين ترتبطان ببعضها البعض بشكل ميكانيكي؛ فكلما ازداد عمق الغوص كلما ازدادت خطورة التلف الدماغي، ويمكن أن يعتاد الغواصون على بعض آثار التخدير، ولكن من المستحيل أن يتحمَّلوه كليةً، يؤثر التخدُّر على كل الغواصين لكن تختلف درجة التأثر بشكل كبير بين الغواصين وبعضهم وبين درجات غوص الغوَّاص الواحد.
بعودة الغواص إلى أعماق ضحلة يزول التأثير تدريجيًا خلال بضع دقائق مع عدم وجود آثار طويلة المدى، وبالتالي فإنه نادرًا ما يتطور التخدر أثناء الغوص في المياه المفتوحة إلى مشكلة خطيرة طالما أن الغواصين على دراية بأعراضه وهم قادرون على الصعود لإدارتها، يُعتبر الغوص لأعماق تفوق 40 متر (130 قدم) خارج نطاق الغوص الرياضي الترفيهي ويندرج ضمن الغوص التقني، حيثُ يصبح التخدر وسمية غاز الأكسجين عوامل خطر حرجة، لذلك يلزم تدريب متخصص في استخدام مختلف مخاليط الغاز التي تحتوي على الهيليوم مثل تريميكس أو هيليوكس؛ فهذه الخلطات تمنع التخدير عن طريق استبدال بعض أو كل جزء خامل من غاز التنفس بغاز الهيليوم غير المخدر.

## التصنيف
يحدث التخدُّر نتيجةً لتنفس غازاتٍ تحت ضغطٍ مُرتفع، وقد يُصنف حسب نوع الغاز المُستخدم. تُسبب الغازات النبيلة -ما عدا الهيليوم والنيون- بالإضافة إلى غازات النيتروجين والأكسجين والهيدروجين خللًا بالوظائف العقلية، ولكنَّ تأثيرها على الوظائف النفسية الحركية (العمليات التي تؤثر على تنسيق العمليات الحسية أو الإدراكية والنشاط الحركي) يتفاوت بشكلٍ كبير. يؤدي ثنائي أكسيد الكربون إلى تناقصٍ ثابتٍ في الوظائف العقلية والحركية. يمتلك الآرغون والكريبتون والزينون قدرةً تخديرية أكثر من النيتروجين تحت نفس الضغط، كما أنَّ الزينون يمتلك نشاطًا تخديريًا كبيرًا لدرجة أنه صالحٌ للاستخدام كمخدر بتركيز 80% تحت الضغط الجوي الطبيعي. كان استعمال الزينون في الممارسات العملية غير شائعٍ قديمًا؛ وذلك لتكلفته الباهظة، ولكن على الرغم من هذا، إلا أنه استُخدم بنجاحٍ في العمليات الجراحية، وما زالت أنظمة الزينون للتخدير مقترحةً وفعَّالة.

## الأعراض

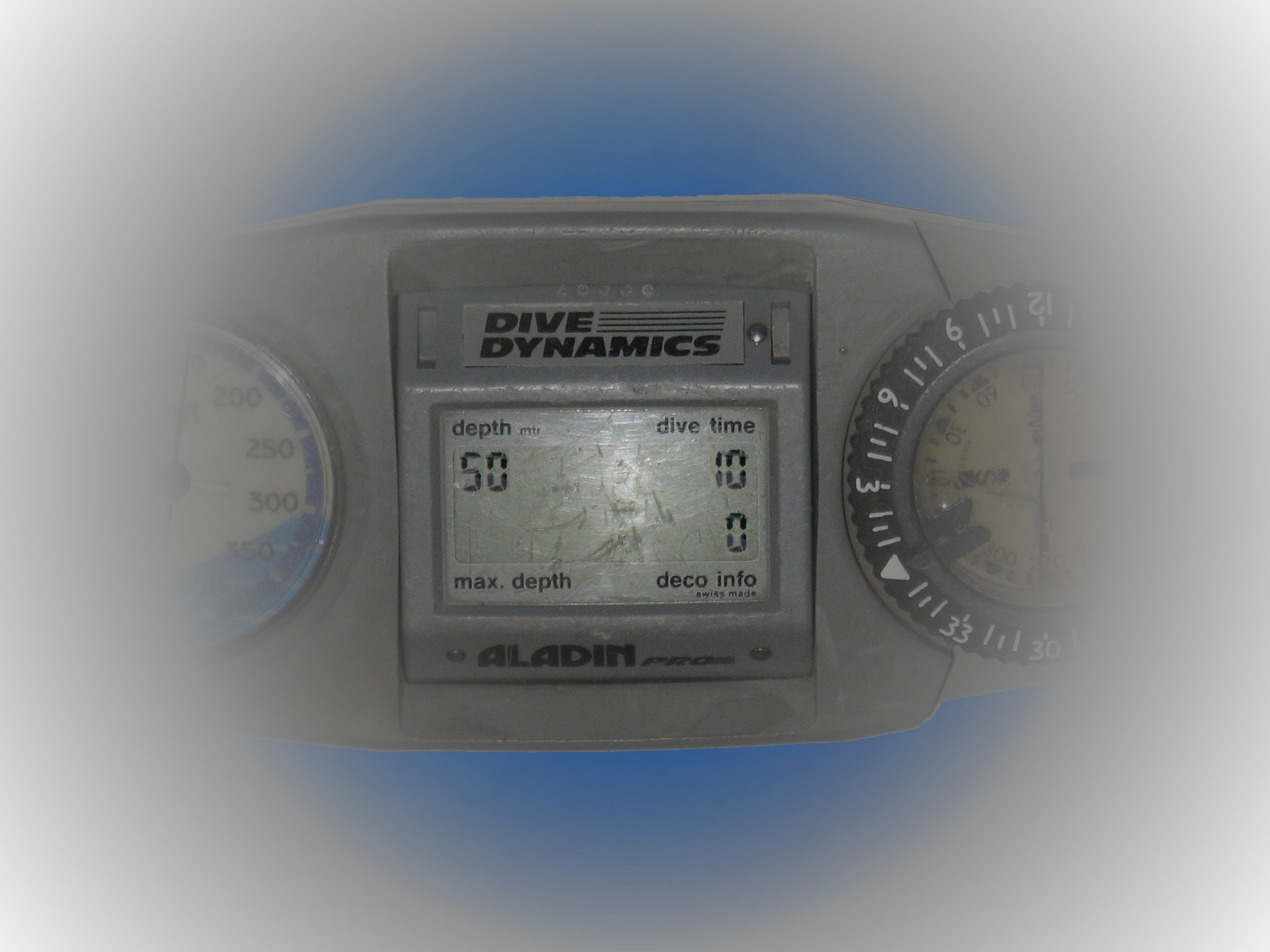
يؤدي التخدير إلى حدوث ظاهرة الرؤية النفقية، مما يصعّب من مهمة قراءة الأرقام في العدَّادَات.

من الصعب تحديد أعراض التخدر نتيجة تغير درجة الوعي والإدراك التي يتسبب بها المخدر. من تأثيراته الحميدة أنه يتسبب في تقليل القلق والشعور بالهدوء والتحكم في البيئة من حوله، تعد هذه التأثيرات مشابهة للتأثير المخدر لغاز أكسيد النيتروس، كما أنها تشبه تأثير الكحول وعقارات البنزوديازيبين مثل ديازيبام وألبرازولام.
مثل هذه الأعراض ليست ضارة ما لم تتسبب في حدوث بعض المخاطر المباشرة دون التعرف عليها أو معالجتها، كما تبقى هذه الأعراض مستقرة ما دامت على نفس العمق، لكنها تزداد سوءاً إذا غامر الغواص بالغوص لأعماق أكبر.
إن أخطر أعراض تخدير الأعماق هو عدم القدرة على اتخاذ قرار صائب وعدم القدرة على التنسيق وتنفيذ مهام متعددة بالإضافة إلى عدم المقدرة على التركيز، قد يتسبب أيضًا تخدير الأعماق في حدوث دوار بالإضافة إلى اضطرابات بصرية وسمعية، بالإضافة لذلك فقد تسبب المتلازمة النشوة أو الدوار أو القلق الشديد أو الاكتئاب أو جنون الارتياب -وذلك اعتمادًا عما إذا كان الغواص بمفرده بالإضافة إلى التاريخ الطبي أو الشخصي للغواص-، قد يكون تأثير التخدر أكثر خطرًا حينما يشعر الغواص بالثقة الزائدة متجاهلاً ممارسات الغوص الآمن العادية. يُعتبر بُطء النشاط العقلي عبارة عن تأثيرات تزيد من خطر سوء إدارة الغواص للحادث ويتضح ذلك من زيادة وقت رد الفعل وزيادة الخلل في الوظيفة المعرفية، يقلل التخدر من الشعور بالانزعاج من البرودة والرجفة وبالتالي يؤثر على إنتاج حرارة الجسم مما يسمح بانخفاض أسرع في درجة الحرارة الجسم في الماء البارد وذلك بالإضافة إلى تقليل الوعي بالمشكلة النامية.
تُعرَّف علاقة العمق بالتخدر أحيانًا بشكل غير رسمي باسم «قانون مارتيني»، وهي فكرة أن التخدر ينتج عنه شعور مارتيني لكل عمق 10 م (33 قدمًا) أقل من 20 م (66 قدمًا)، يستخدم الغواصون المحترفون مثل هذا التعريف فقط كدليل تقريبي لإعطاء استعارة جديدة للغواصين تُقارن بالحالة التي قد يكونون أكثر دراية بها.
تُلخَّص العلامات والأعراض المُبلغ عنها مقابل الأعماق النموذجية بالأمتار والأقدام من مياه البحر في الجدول التالي -وقد استُعِين بدراسة «من أعمق إلى الغوص» (from Deeper into Diving) لليبمان وميتشيل-:
| الضغط (بار) | العمق (متر) | العمق (قدم) | الأعراض |
| ----------- | ----------- | ----------- | --- |
| 1–2         | 0–10        | 0–33        | - أعراض بسيطة غير ملحوظة أو لا أعراض بالمرَّة |
| 2–4         | 10–30       | 33–100      | - ضعف خفيف في أداء مهمات غير متمرَّس عليها - ضعف خفيف في التفكير - احتمال الشعور بالنشوة |
| 4–6         | 30–50       | 100–165     | - استجابة متأخرة للتأثيرات السمعية والبصرية - يكون وقع التأثير على التفكير والذاكرة أكبر منه على الوظائف الحركية - أخطاء حسابية وقرارت خاطئة - تثبيت فكرة واحدة في الذهن - فرط الثقة والشعور بالرفاهية - الضحك واللغو (في حجرة الضغط العالي) التي يمكن التغلب عليها عن طريق ضبط النفس. - القلق (شائع في المياه العكرة الباردة) |
| 6–8         | 50–70       | 165–230     | - النعاس والارتباك - الهلوسة - تأخر ملحوظ في الاستجابة للتعليمات والمؤثرات - الدوار في بعض الأحيان - الذعر عند البعض - هستيريا ضحك |
| 8–10        | 70–90       | 230–300     | - ضعف التركيز واضطراب عقلي - فقدان ذاكرة مع زيادة الاستثارية - الغباء مع انخفاض بسيط في المهارة والحكم |
| 10+         | 90+         | 300+        | - هلوسة - زيادة حدة الرؤية والسمع - الشعور بتعتيم وشيك أو خفة - الدوار أو النشوة أو حالات الهوس أو الاكتئاب - تشوش الشعور بالوقت وتغيرات في مظهر الوجه - فقدان الوعي (الضغط الجزئي التقريبي المستنشق من النيتروجين الذي يُسبب التخدر هو 33 ضغط جوي) - الموت                                                                     |

## الأسباب
يرتبط سبب التخدر بزيادة ذوبانية الغازات في أنسجة الجسم كنتيجة للضغوط المرتفعة في الأعماق (فيما يُعرف بقانون هنري)، اقترحت النظريات الحديثة أن الغازات الخاملة التي تذوب في الليبيد ثنائي الطبقة بأغشية الخلايا تسبب التخدير، وفي الآونة الأخيرة كان الباحثون ينظرون إلى آليات بروتينات مستقبلات الناقلات العصبية كسبب محتمل للتخدير، حيث يكون لمزيج غاز التنفس الذي يدخل إلى رئتي الغطاس نفس ضغط الماء المحيط (والمعروف باسم الضغط المحيط)، وبعد أي تغيير في العمق يلحق ضغط الغازات في الدم الذي يمر عبر الدماغ بالضغط المحيط في غضون دقيقة أو دقيقتين، مما يؤدي إلى تأخُّر التأثير المخدر بعد النزول إلى عمق جديد، كما يعمل الانضغاط السريع على تقوية التخدر بسبب احتباس ثاني أكسيد الكربون.
قد يتأثر إدراك الغواصين عند الغطس لعمق 10 أمتار (33 قدمًا)، لكن التغييرات ليست ملحوظة عادةً. لا توجد طريقة موثوقة للتنبؤ بالعمق الذي يصبح فيه التخدر ملحوظًا أو شديد التأثير على الغواص الفردي، حيث قد يختلف من مرة الغوص إلى المرة الأخرى حتى في نفس اليوم.
تُعد العلة الملموسة بسبب التخدر زيادة الخطورة تحت أعماق 30 م تقريبًا (100 قدم)، وهو ما يقابل الضغط المحيط بحوالي 4 بار (400 كيلو باسكال). توصي معظم المنظمات الرياضية للتدريب على الغوص بأعماق لا تزيد عن 40 م (130 قدمًا) بسبب خطر التخدر، عند تنفس الهواء على أعماق 90 م (300 قدم) بضغط محيطي يبلغ حوالي 10 بار (1000 كيلو باسكال) يؤدي التخدر في معظم الغواصين إلى الهلوسة وفقدان الذاكرة وفقدان الوعي، وقد لقي عدد من الغواصين حتفهم في محاولات لتسجيل أعماق جوية أقل من عمق 120 م (400 قدم)، وبسبب هذه الحوادث لم تعد موسوعة فينيس العالمية تتحدث عن هذا الرقم.
تمت مقارنة التخدر بداء المرتفعات فيما يتعلق بتنوع بداية ظهوره (ولكن ليس أعراضه) حيث تعتمد آثاره على العديد من العوامل مع وجود اختلافات بين الأفراد، ومما يزيد من خطر وشدة التخدر: الحرارة الباردة والضغط النفسي والعمل الشاق والتعب واحتباس ثاني أكسيد الكربون؛ فلثاني أكسيد الكربون قدرة مخدرة عالية ويسبب أيضًا زيادة تدفق الدم إلى الدماغ مما يزيد من تأثير الغازات الأخرى، وتنجم زيادة خطر التخدر عن زيادة كمية ثاني أكسيد الكربون المحتجَزة من خلال ممارسة التمارين الرياضية الشديدة أو التنفس الضحل أو ضعف تبادل الغازات في الرئتين، ومن المعروف أن التخدر مضاف إلى الحد الأدنى من التسمم الكحولي، وتُزيد الأدوية المهدئة والمسكنة الأخرى مثل المخدرات الأفيونية والبنزوديازيبينمن من تأثير التخدر.

## الآلية

توضيح لطبقة ليبيد مزدوجة نموذجية لغشاء الخلية حيثُ تظهر الرؤوس المحبة للماء في الخارج وذيول كارهة للماء في الداخل

الآلية الدقيقة ليست مفهومة جيدًا ولكن يبدو أنها التأثير المباشر لذوبان الغاز في الأغشية العصبية والتسبب في اضطراب مؤقت في عمليات انتقال العصب، على الرغم من أنه قد لوحظ التأثير لأول مرة مع الهواء لكن الغازات الأخرى بما في ذلك الأرجون والكريبتون والهيدروجين تسبب تأثيرات مشابهة جدًا عند ضغط أعلى من الضغط الجوي، قد ترجع بعض هذه التأثيرات إلى المناهضة في مستقبلات NMDA والتأييد في مستقبلات GABAA، فتكون الآلية مشابهة لآلية المخدرات اللاقطبية مثل ثنائي إيثيل الإيثر والإيثيلين، ومع ذلك فإن تكاثرها بواسطة غاز الأرجون غير النشط كيميائيًا يجعل من غير المحتمل أن يكون ارتباطًا كيميائيًا صارمًا بالمستقبلات بالمعنى المعتاد للرابطة الكيميائية، لذلك فإن التأثير الفيزيائي غير المباشر - مثل التغيير في حجم الغشاء- سيكون ضروريًا للتأثير على المستقبلات الأيونوتروبية، وقد اقترح تروديل وغيره ارتباطًا غير كيميائي بسبب قوى فان دير فالس الجذابة بين البروتينات والغازات الخاملة.
وعلى غرار آلية تأثير الإيثانول قد تتسبب زيادة الغاز المذاب في أغشية الخلايا العصبية في تغير خصائص نفاذية الأيون في الليبيد ثنائي الطبقة للخلايا العصبية، حيث يرتبط الضغط الجزئي للغاز المطلوب لإحداث درجة محسوبة من الخلل بشكل جيد مع قابلية ذوبان الدهون في الغاز: فكلما زادت قابلية الذوبان كانت الحاجة لضغط جزئي أقل.
اقترحت نظرية مبكرة (فرضية ماير-أوفرتون) أن التخدير يحدث عندما يخترق الغاز شحوم الخلايا العصبية في الدماغ، مما يسبب تداخلًا ميكانيكيًا مباشرًا في نقل الإشارات من خلية عصبية إلى أخرى، وفي الآونة الأخيرة تم التعرف على أنواع محددة من المستقبلات ذات البوابات الكيميائية في الخلايا العصبية على أنها متورطة في التخدير والتخدر، ومع ذلك فإن الفكرة الأساسية والأكثر عمومية هي أن انتقال الأعصاب يتغير في العديد من المناطق المنتشرة في الدماغ نتيجة جزيئات الغاز المذابة في الأغشية الدهنية للخلايا العصبية.

## الإدارة والتشخيص
إدارة التخدر هي ببساطة الصعود إلى أعماق ضحلة فتختفي التأثيرات في غضون دقائق، وفي حالة حدوث مضاعفات أو حالات أخرى يكون الصعود دائمًا هو الاستجابة الأولية الصحيحة، لكن إذا استمرت المشاكل فمن الضروري إلغاء مهمة الغطس، لا يزال من الممكن اتباع جدول تخفيف الضغط ما لم تتطلب حالات أخرى مساعدة طارئة.
قد تكون أعراض التخدر ناتجة عن عوامل أخرى أثناء الغوص: كمشاكل الأذن التي تسبب الارتباك أو الغثيان أو العلامات المبكرة لسمية الأكسجين التي تسبب اضطرابات بصرية أو انخفاض حرارة الجسم مما يؤدي إلى سرعة التنفس والرعشة، ومع ذلك فإن وجود أي من هذه الأعراض يفترض وجود تخدر، ويؤكد التشخيص التخفيف من الآثار عند الصعود إلى عمق ضحل، بينما لا تُنتج الظروف المحتملة الأخرى تأثيرات قابلة للعكس، وفي حالة التشخيص الخاطئ الذي يحدث نادرًا عندما تتسبب حالة أخرى في ظهور الأعراض فإن الإدارة الأولية -الصعود بالقرب من السطح- لا تزال ضرورية.

## الوقاية

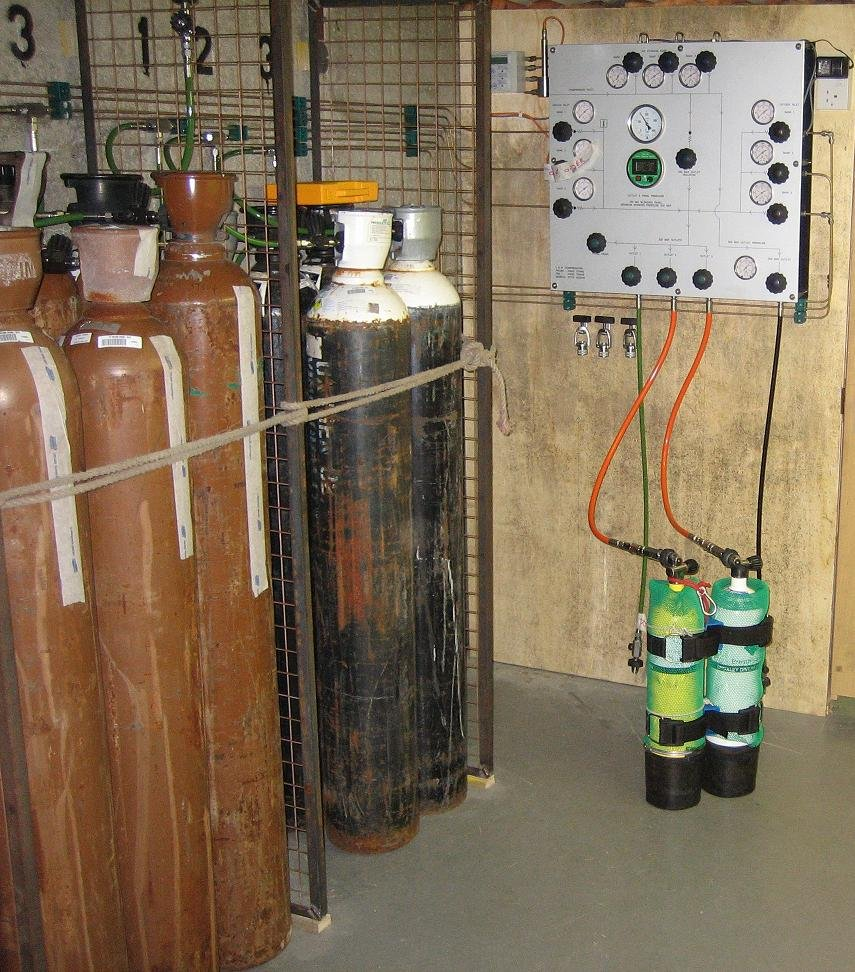
يُمنع التخدر أثناء الغوص العميق عن طريق ملء أسطوانات الغوص بمزيج غاز يحتوي على الهيليوم. (يتم تخزين الهيليوم في اسطوانات بنية).

الطريقة الأكثر وضوحًا لتجنب التخدر بالنيتروجين تعود إلى الغواص الذي عليه الحد من عمق الغوص، وبما أن التخدر يصبح أكثر شدة مع زيادة العمق فإن الغواص في الأعماق الضحلة يمكن أن يتجنب التخدر الخطير، تعتمد معظم مدارس الغوص الترفيهي على عمق يصل لـ 18 م (60 قدمًا) فقط للغواصين الأساسيين، وفي هذه الأعماق لا يمثل التخدر خطرًا كبيرًا، عادة ما يصل التدريب الإضافي المطلوب للحصول على شهادة إلى 30 مترًا (100 قدم)، ويجب أن يشمل هذا التدريب مناقشة التخدر وآثاره وعلاجه. تُقدِّم بعض وكالات تدريب الغواصين تدريبًا متخصصًا لإعداد الغواصين الترفيهيين للوصول إلى أعماق 40 م (130 قدمًا)، وغالبًا ما يكون التدريب شاملًا لمزيد من المواد النظرية وبعض الممارسات في الغوص العميق تحت إشراف دقيق، وقد تمنع منظمات الغوص التي تتدرب للغوص خارج الأعماق الترفيهية الغوص بالغازات التي تسبب المزيد من التخدر مع زيادة العمق للغواص العادي وتشجع بقوة على استخدام مزيج آخر من غاز التنفس الذي يحتوي على الهيليوم بدلاً من بعض أو كل النيتروجين الموجود في الهواء -مثل تريمكس وهيليوكس- لأن الهيليوم ليس له تأثير مخدر، يُشكل استخدام هذه الغازات جزءًا من الغوص التقني ويتطلب مزيدًا من التدريب والشهادة.
على الرغم من أن الغواص الفردي لا يمكنه التنبؤ بدقة بعمق حدوث التخدر في يوم معين إلا أن الأعراض الأولى للتخدر لأي غواص معين غالبًا ما تكون أكثر فردية وقابلية للتنبؤ بها، على سبيل المثال قد يعاني أحد الغواصين من مشكلة في تركيز العين (تكيُّف قريب للغواصين في منتصف العمر)، وقد يعاني آخر من مشاعر النشوة، ومشاعر أخرى من رهاب الأماكن المغلقة. أفاد بعض الغواصين بأن لديهم تغيرات في السمع وأن الصوت الذي تصدره فقاعات الزفير يختلف، قد يساعد التدريب المتخصص الغواصين على التعرف على علامات البدء الشخصية هذه والتي يمكن استخدامها بعد ذلك كإشارة للصعود لتجنب التخدر.
يجب إجراء الغوص العميق فقط بعد التدريب التدريجي لاختبار حساسية الغواص الفردي لزيادة الأعماق مع الإشراف الدقيق وتسجيل ردود الفعل، لا تُظهر الأدلة العلمية أن الغطاس يمكن أن يتدرب على التغلب على أي مقياس للتخدر عند عمق معين أو يتحمله.
يُعتبر عمق التخدر المكافئ طريقة شائعة الاستخدام للتعبير عن التأثير المخدر لغازات التنفس المختلفة، ينص دليل الإدارة الوطنية للمحيطات والغلاف الجوي حاليًاعلى أنه يمكن اعتبار تأثير التخدر للأكسجين والنيتروجين متساويًا، وتسرد الجداول القياسية -القائمة على أساس الذوبانية النسبية في الدهون- عوامل التحول للتأثير المخدر للغازات الأخرى، فعلى سبيل المثال: للهيدروجين عند ضغط معين تأثير مخدر مكافئ للنيتروجين عند 0.55 مرة من هذا الضغط، لذلك من حيث المبدأ يمكن أن يكون قابلاً للاستخدام عند أكثر من ضعف العمق، بينما الأرجون فله 2.33 ضعف التأثير المخدر للنيتروجين، وهو خيار ضعيف كغاز تنفس للغوص (يتم استخدامه كغاز تضخم للبدل الجافة لأنه موصل ردئ للحرارة). بعض الغازات لها تأثيرات خطيرة أخرى عند استنشاقها تحت الضغط؛ فعلى سبيل المثال: يمكن أن يؤدي الأكسجين عالي الضغط إلى التسمم بالأكسجين، وعلى الرغم من أن الهيليوم هو أقل سمِّية من غازات التنفس الأخرى إلا أنه في أعماق أكبر يمكن أن يسبب متلازمة الضغط العالي العصبي، وهي ظاهرة لا تزال غامضة ولكن لا علاقة لها على ما يبدو، يُعد تخدُّر الغاز الخامل هو العامل الوحيد الذي يؤثر على اختيار خليط الغاز، كما تُعد مخاطر مرض تخفيف الضغط وسمية الأكسجين والتكلفة وعوامل أخرى مهمة أيضًا.
وبسبب التأثيرات المماثلة والإضافية يجب على الغواصين تجنب الأدوية المهدئة والمخدرات مثل الحشيش والكحول قبل أي غوص؛ فصداع الكحول -مقترنًا بنقص القدرة البدنية المصاحب له- يزيد من احتمالية التخدر بالنيتروجين، لذلك يوصي الخبراء بالامتناع التام عن الكحول لمدة 12 ساعة على الأقل قبل الغوص وبالامتناع عن الأدوية الأخرى لمدة أطول.

## المآل وعلم الأوبئة
من المحتمل أن يكون التخدر واحدًا من أخطر الحالات التي تؤثر على الغوَّاص لأعماق تصل إلى حوالي 30 م (100 قدم)، وباستثناء فقدان الذاكرة العرضي للأحداث في العمق فإن آثار التخدر تُزال تمامًا عند الصعود وبالتالي لا تشكل مشكلة في حد ذاتها، وحتى التعرض المتكرر أو المزمن أو الحاد لا يسبب مشكلة، ومع ذلك فإن شدة التخدر لا يمكن التنبؤ بها ويمكن أن تكون قاتلة أثناء الغوص نتيجة السلوك غير المنطقي في بيئة خطرة.
أظهرت الاختبارات أن جميع الغواصين يتأثرون بتخدر النيتروجين على الرغم من أن البعض يعانون من تأثيرات أقل من البعض الآخر، وبالرغم من أنه من الممكن أن يتمكن بعض الغواصين من التعامل بشكل أفضل من غيرهم بسبب تعلُّم التعامل مع الإعاقة الذاتية إلا أن التأثيرات السلوكية الأساسية تبقى، هذه الآثار خطيرة بشكل خاص لأن الغواص قد يشعر أنه لا يعاني من التخدر ولكنه لا يزال مُتأثر به.

## التاريخ

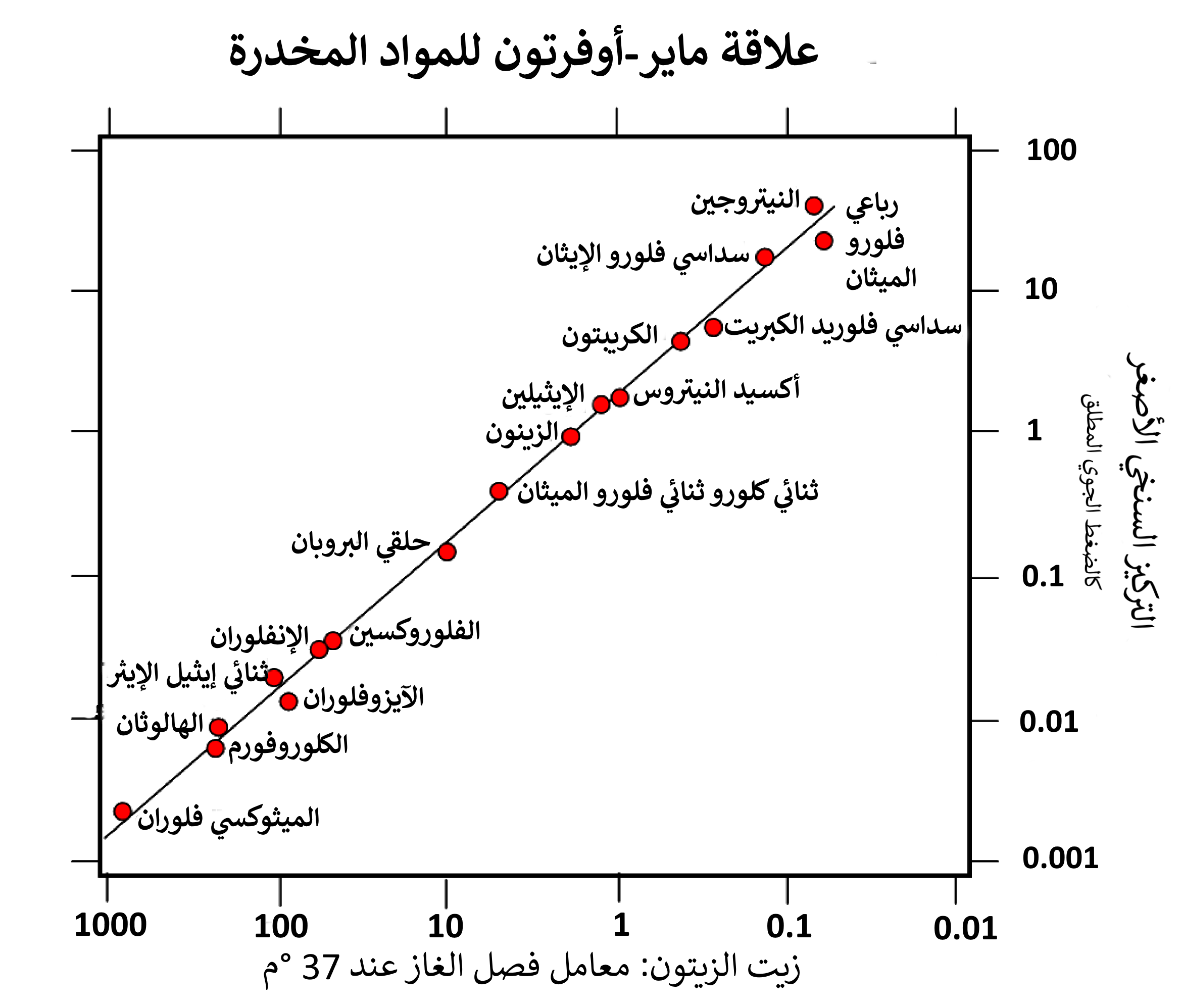
اكتشف كل من ماير وأوفرتون أن فاعلية التخدر يمكن توقعها بشكل عام من قابليته للذوبان في الزيت. التركيز السنخي الأصغر هو مؤشر عكسي لقوة التخدر.

يُعد الباحث الفرنسي فيكتور جونود هو أول من وصف أعراض التخدر في عام 1834، ومن الأعراض التي أشار إليها: «تنشيط وظائف الدماغ، والخيال مفعم بالحيوية، والأفكار لها سحر غريب، وفي بعض الأشخاص قد تظهر أعراض التسمم»، اقترح جونود أن التخدر ناتج عن الضغط الذي يتسبب في زيادة تدفق الدم وبالتالي تحفيز مراكز الأعصاب، كما افترض والتر موكسون (1836-1886) -طبيب فيكتوري بارز- في عام 1881 أن الضغط يجبر الدم على الوصول إلى أجزاء الجسم التي يصعب الوصول إليها ثم يؤدي الدم الراكد إلى تغيرات عاطفية، ونشر هانز ماير التقرير الأول عن علاقة فاعلية التخدر في ذوبانية الدهون في عام 1899 بعنوان «نظرية التخدر بالكحول»، وبعد ذلك بعامين نشر تشارلز إرنست أوفرتون نظرية مماثلة بشكل مستقل، وهي ما أصبحت تُعرف باسم فرضية ماير-أوفرتون التي يُمكن أن تُوضَّح في رسم بياني يقارن فاعلية التخدر مع قابلية الذوبان في الزيت.
في عام 1939 أظهر ألبرت ر. بينكه وأو دي ياربورو أن الغازات الأخرى بخلاف النيتروجين يمكن أن تسبب تخدرًا أيضًا، بالنسبة للغاز الخامل فإنه وُجِد أن فاعلية التخدر تتناسب مع قابليتها للذوبان في الدهون، ونظرًا لأن الهيدروجين لديه 0.55 فقط من قابلية ذوبان النيتروجين فقد أجرى آرني زيترستروم تجارب الغوص العميق باستخدام هيدروكس بين عامي 1943 و 1945، وقد وصفها جاك إيف كوستو عام 1953 بأنها «ابتهاج الأعماق العظيمة» أو «نشوة الأعماق».
أدى المزيد من البحث في الآليات المحتملة للتخدر عن طريق فعل المخدر إلى مفهوم «التركيز السنخي الأصغر» في عام 1965، هذا يقيس التركيز النسبي للغازات المختلفة اللازمة لمنع الاستجابة الحركية في 50٪ من الأشخاص كاستجابة للمنبه، ويُظهر نتائج مماثلة لفاعلية التخدر مثل قياسات ذوبانية الدهون، عُدِّلَ دليل الغوص الخاص بـالإدارة الوطنية للمحيطات والغلاف الجوي (NOAA) للتوصية بمعالجة الأكسجين كما لو كان مخدِّرًا مثل النيتروجين بعد البحث الذي أجراه كريستيان لامبرتسن وآخرون في عامي 1977 و1978.

## الهوامش
1. تخدر بالنتروجين (بالإنجليزية: Nitrogen narcosis)‏ -يُسمَّى أيضًا تخدر نتروجيني أو تخدير الأعماق أو تخدر أثناء الغوص أو تخدر بغاز خامل أو تخدر بغاز نبيل أو تمزق العمق أو أثر مارتيني-
1. ↑  Value for Krypton from 4th Edition, p. 176.
2. ↑  A number of technical diving agencies, such as TDI and IANTD teach "extended range" or "deep air" courses which teach diving to depths of up to 55 م (180 قدم) without helium.
3. ↑  BSAC، SAA and other European training agencies teach recreational diving to a depth limit of 50 م (160 قدم).

### بِاللُغة الإنجليزيّة
1. 1 2  Bennett, Peter; Rostain, Jean Claude (2003). "Inert Gas Narcosis". In Brubakk, Alf O; Neuman, Tom S. Bennett and Elliott's physiology and medicine of diving (5th ed.). United States: Saunders. ISBN 0-7020-2571-2. OCLC 51607923
2. ↑  Bauer, Ralph W.; Way, Robert O. (1970). "Relative narcotic potencies of hydrogen, helium, nitrogen, and their mixtures
3. 1 2 3 4  Bennett & Rostain (2003), p. 305.
4. 1 2  Hesser, CM؛ Fagraeus, L؛ Adolfson, J (1978). "Roles of nitrogen, oxygen, and carbon dioxide in compressed-air narcosis". Undersea and Hyperbaric Medicine. Undersea and Hyperbaric Medical Society, Inc. ج. 5 ع. 4: 391–400. ISSN:0093-5387. OCLC:2068005. PMID:734806. مؤرشف من الأصل في 2019-02-07. اطلع عليه بتاريخ 2009-07-29.
5. ↑  Burov, NE؛ Kornienko, Liu؛ Makeev, GN؛ Potapov, VN (نوفمبر–ديسمبر 1999). "Clinical and experimental study of xenon anesthesia". Anesteziol Reanimatol ع. 6: 56–60. مؤرشف من الأصل في 2021-01-21. اطلع عليه بتاريخ 2008-11-03.
6. 1 2 3 4 5 6 7  Bennett & Rostain (2003), p. 301.
7. 1 2  U.S. Navy Diving Manual (2008)، vol. 1, ch. 3, p. 40.
8. ↑  Hobbs M (2008). "Subjective and behavioural responses to nitrogen narcosis and alcohol". Undersea & Hyperbaric Medicine. ج. 35 ع. 3: 175–84. PMID:18619113. مؤرشف من الأصل في 2017-08-23. اطلع عليه بتاريخ 2009-08-07.
9. ↑  Lippmann & Mitchell (2005), p. 103.
10. 1 2  Lippmann & Mitchell (2005), p. 105.
11. 1 2 3  Doolette، David J. (أغسطس 2008). "2: Inert Gas Narcosis". في Mount، Tom؛ Dituri، Joseph (المحررون). Exploration and Mixed Gas Diving Encyclopedia (ط. 1st). Miami Shores, Florida: International Association of Nitrox Divers. ص. 33–40. ISBN:978-0-915539-10-9.
12. ↑  Mekjavic، Igor B.؛ Passias، T.؛ Sundberg، Carl Johan؛ Eiken، O. (أبريل 1994). "Perception of thermal comfort during narcosis". Undersea & Hyperbaric Medicine. Undersea and Hyperbaric Medical Society. ج. 21 ع. 1: 9–19. PMID:8180569. مؤرشف من الأصل في 2016-12-27. اطلع عليه بتاريخ 2011-12-26.
13. ↑  Mekjavic، Igor B.؛ Savić، S. A.؛ Eiken، O. (يونيو 1995). "Nitrogen narcosis attenuates shivering thermogenesis". Journal of Applied Physiology. American Physiological Society. ج. 78 ع. 6: 2241–4. DOI:10.1152/jappl.1995.78.6.2241. PMID:7665424.
14. 1 2 3  Brylske، A (2006). Encyclopedia of Recreational Diving (ط. 3rd). United States: اتحاد مدربي الغوص المحترفين. ISBN:1-878663-01-1.
15. ↑  Bauer, Ralph W.؛ Way, Robert O. (1970). "Relative narcotic potencies of hydrogen, helium, nitrogen, and their mixtures". مؤرشف من الأصل في 2016-07-01.
16. 1 2  Bennett & Rostain (2003), p. 308.
17. 1 2  Paton, William (1975). "Diver narcosis, from man to cell membrane". Journal of the South Pacific Underwater Medicine Society (First Published at Oceans 2000 Conference). ج. 5 ع. 2. مؤرشف من الأصل في 2020-01-24. اطلع عليه بتاريخ 2008-12-23.
18. 1 2  Rostain, Jean C؛ Balon N (2006). "Recent neurochemical basis of inert gas narcosis and pressure effects". Undersea and Hyperbaric Medicine. ج. 33 ع. 3: 197–204. PMID:16869533. مؤرشف من الأصل في 2008-08-20. اطلع عليه بتاريخ 2008-12-23.
19. ↑  Case, EM؛ Haldane, John Burdon Sanderson (1941). "Human physiology under high pressure". Journal of Hygiene. ج. 41 ع. 3: 225–49. DOI:10.1017/S0022172400012432. PMC:2199778. PMID:20475589.
20. 1 2  Bennett & Rostain (2003), p. 303.
21. 1 2 3 4 5  Hamilton, RW; Kizer, KW (eds) (1985). "Nitrogen Narcosis". 29th Undersea and Hyperbaric Medical Society Workshop. Bethesda, MD: Undersea and Hyperbaric Medical Society ع. UHMS Publication Number 64WS(NN)4-26-85. مؤرشف من الأصل في 2008-08-20. اطلع عليه بتاريخ 2008-12-23. {{استشهاد بدورية محكمة}}: |مؤلف= باسم عام (مساعدة)صيانة الاستشهاد: أسماء متعددة: قائمة المؤلفين (link)
22. ↑  Petri, NM (2003). "Change in strategy of solving psychological tests: evidence of nitrogen narcosis in shallow air-diving". Undersea and Hyperbaric Medicine. Undersea and Hyperbaric Medical Society, Inc. ج. 30 ع. 4: 293–303. PMID:14756232. مؤرشف من الأصل في 2008-03-01. اطلع عليه بتاريخ 2008-12-23.
23. ↑  Hill, Leonard؛ David, RH؛ Selby, RP؛ وآخرون (1933). "Deep diving and ordinary diving". Report of a Committee Appointed by the British Admiralty.
24. ↑  PSAI Philippines. "Professional Scuba Association International History". Professional Scuba Association International – Philippines. مؤرشف من الأصل في 2009-01-01. اطلع عليه بتاريخ 2008-10-31.
25. ↑  Kety، Seymour S؛ Schmidt، Carl F (1948). "The effects of altered arterial tensions of carbon dioxide and oxygen on cerebral blood flow and cerebral oxygen consumption of normal young men". Journal of Clinical Investigation. ج. 27 ع. 4: 484–492. DOI:10.1172/JCI101995. ISSN:0021-9738. PMC:439519. PMID:16695569.
26. ↑  Lippmann & Mitchell (2005), pp. 110–3.
27. 1 2  Fowler, B؛ Hamilton, K؛ Porlier, G (1986). "Effects of ethanol and amphetamine on inert gas narcosis in humans". Undersea Biomedical Research. ج. 13 ع. 3: 345–54. PMID:3775969. مؤرشف من الأصل في 2008-10-07. اطلع عليه بتاريخ 2008-12-23.
28. ↑  Bennett & Rostain (2003), p. 304.
29. ↑  Hapfelmeier, Gerhard؛ Zieglgänsberger, Walter؛ Haseneder, Rainer؛ Schneck, Hajo؛ Kochs, Eberhard (ديسمبر 2000). "Nitrous oxide and xenon increase the efficacy of GABA at recombinant mammalian GABA(A) receptors". Anesthesia and Analgesia. ج. 91 ع. 6: 1542–9. DOI:10.1097/00000539-200012000-00045. PMID:11094015. مؤرشف من الأصل في 2008-12-01. اطلع عليه بتاريخ 2009-07-29.
30. 1 2  Hamilton, K؛ Laliberté, MF؛ Fowler, B (1995). "Dissociation of the behavioral and subjective components of nitrogen narcosis and diver adaptation". Undersea & Hyperbaric Medicine. ج. 22 ع. 1: 41–49. ISSN:1066-2936. OCLC:26915585. PMID:7742709. مؤرشف من الأصل في 2011-08-11. اطلع عليه بتاريخ 2009-07-29.
31. 1 2  Franks، NP؛ Lieb, WR (1994). "Molecular and cellular mechanisms of general anaesthesia". Nature. ج. 367 ع. 6464: 607–14. Bibcode:1994Natur.367..607F. DOI:10.1038/367607a0. PMID:7509043.
32. ↑  Trudell، JR؛ Koblin, DD؛ Eger, EI (1998). "A molecular description of how noble gases and nitrogen bind to a model site of anesthetic action". Anesthesia and Analgesia. ج. 87 ع. 2: 411–8. DOI:10.1097/00000539-199808000-00034. PMID:9706942. مؤرشف من الأصل في 2006-09-13. اطلع عليه بتاريخ 2008-12-01.
33. ↑  Smith, EB (يوليو 1987). "Priestley lecture 1986. On the science of deep-sea diving—observations on the respiration of different kinds of air". Undersea & Hyperbaric Medicine. ج. 14 ع. 4: 347–69. PMID:3307084. مؤرشف من الأصل في 2009-01-29. اطلع عليه بتاريخ 2009-07-29.
34. 1 2  Lippmann & Mitchell (2005), p. 106.
35. ↑  U.S. Navy Diving Manual (2008)، vol. 2, ch. 9, pp. 35–46.
36. ↑  Molvaer، Otto I (2003). "Otorhinolaryngological aspects of diving". في Brubakk, Alf O؛ Neuman, Tom S (المحررون). Bennett & Rostain's physiology and medicine of diving (ط. 5th). United States: Saunders Ltd. ص. 234. ISBN:0-7020-2571-2. OCLC:51607923.
37. ↑  Clark, James M؛ Thom, Stephen R (2003). "Oxygen under pressure". في Brubakk, Alf O؛ Neuman, Tom S (المحررون). Bennett & Rostain's physiology and medicine of diving (ط. 5th). United States: Saunders Ltd. ص. 374. ISBN:0-7020-2571-2. OCLC:51607923.
38. ↑  Mekjavic, Igor B؛ Tipton, Michael J؛ Eiken, Ola (2003). "Thermal considerations in diving". في Brubakk, Alf O؛ Neuman, Tom S (المحررون). Bennett & Rostain's physiology and medicine of diving (ط. 5th). United States: Saunders Ltd. ص. 129. ISBN:0-7020-2571-2. OCLC:51607923.
39. ↑  "Extended Range Diver". International Training. 2009. مؤرشف من الأصل في 2013-09-12. اطلع عليه بتاريخ 2013-01-24.
40. ↑  Hamilton Jr, RW; Schreiner, HR (eds) (1975). "Development of Decompression Procedures for Depths in Excess of 400 feet". 9th Undersea and Hyperbaric Medical Society Workshop. Bethesda, MD: Undersea and Hyperbaric Medical Society ع. UHMS Publication Number WS2–28–76: 272. مؤرشف من الأصل في 2016-06-05. اطلع عليه بتاريخ 2008-12-23. {{استشهاد بدورية محكمة}}: |مؤلف= باسم عام (مساعدة)صيانة الاستشهاد: أسماء متعددة: قائمة المؤلفين (link)
41. ↑  Hamilton, K؛ Laliberté, MF؛ Heslegrave, R (1992). "Subjective and behavioral effects associated with repeated exposure to narcosis". Aviation, Space, and Environmental Medicine. ج. 63 ع. 10: 865–9. PMID:1417647.
42. ↑  IANTD (1 يناير 2009). "IANTD Scuba & CCR, PSCR & SCR Rebreather Diver Programs (Recreational Trimix Diver)". IANTD. مؤرشف من الأصل في 2009-04-02. اطلع عليه بتاريخ 2009-03-22.
43. ↑  "Mixed-Gas & Oxygen". NOAA Diving Manual, Diving for Science and Technology. 4th. National Oceanic and Atmospheric Administration. 2002. [16.3.1.2.4] ... since oxygen has some narcotic properties, it is appropriate to include the oxygen in the END calculation when using trimixes (Lambersten et al. 1977,1978). The non-helium portion (i.e., the sum of the oxygen and the nitrogen) is to be regarded as having the same narcotic potency as an equivalent partial pressure of nitrogen in air, regardless of the proportions of oxygen and nitrogen.
44. ↑  Anttila، Matti (2000). "Narcotic factors of gases". مؤرشف من الأصل في 2013-12-09. اطلع عليه بتاريخ 2008-06-10.
45. ↑  Bennett, Peter؛ Rostain, Jean Claude (2003). "The High Pressure Nervous Syndrome". في Brubakk, Alf O؛ Neuman, Tom S (المحررون). Bennett & Rostain's physiology and medicine of diving (ط. 5th). United States: Saunders Ltd. ص. 323–57. ISBN:0-7020-2571-2. OCLC:51607923.
46. ↑  Lippmann & Mitchell (2005), pp. 430–1.
47. ↑  St Leger Dowse، Marguerite (2008). "Diving Officer's Conference presentations". British Sub-Aqua Club. مؤرشف من الأصل في 2021-02-25. اطلع عليه بتاريخ 2009-08-16.
48. 1 2  Patrick J.؛ Mathew، Dana؛ Cooper، Jeffrey S. (2020). StatPearls. Treasure Island (FL): StatPearls Publishing. PMID:29261931. مؤرشف من الأصل في 2020-06-04.
49. ↑  Fowler, B؛ Ackles, KN؛ Porlier, G (1985). "Effects of inert gas narcosis on behavior—a critical review". Undersea & Hyperbaric Medicine. ج. 12 ع. 4: 369–402. ISSN:0093-5387. OCLC:2068005. PMID:4082343. مؤرشف من الأصل في 2010-12-25. اطلع عليه بتاريخ 2009-07-29.
50. ↑  Rogers, WH؛ Moeller, G (1989). "Effect of brief, repeated hyperbaric exposures on susceptibility to nitrogen narcosis". Undersea & Hyperbaric Medicine. ج. 16 ع. 3: 227–32. ISSN:0093-5387. OCLC:2068005. PMID:2741255. مؤرشف من الأصل في 2009-09-01. اطلع عليه بتاريخ 2009-07-29.
51. ↑  Bennett & Rostain (2003), p. 300.
52. ↑  Junod, Victor T (1834). "Recherches physiologiques et thérapeutiques sur les effets de la compression et de la raréfaction de l'air". Revue médicale française et étrangère: Journal des progrès de la médecine hippocratique. Chez Gabon et compagnie: 350–68. مؤرشف من الأصل في 2020-06-01. اطلع عليه بتاريخ 2009-06-04.
53. ↑  Bennett & Rostain (2003), p. 306.
54. ↑  Moxon، Walter (1881). "Croonian lectures on the influence of the circulation on the nervous system". British Medical Journal. ج. 1 ع. 1057: 491–7. DOI:10.1136/bmj.1.1057.491. PMC:2263574. PMID:20749830. 
 Moxon، Walter (1881). "Croonian lectures on the influence of the circulation on the nervous system". British Medical Journal. ج. 1 ع. 1059: 583–5. DOI:10.1136/bmj.1.1059.583. PMC:2263398. PMID:20749844.
55. ↑  Overton, Charles Ernest (1901). "Studien Über Die Narkose". Allgemeiner Pharmakologie (بالألمانية). Institut für Pharmakologie.
56. ↑  Behnke، AR؛ Yarborough, OD (1939). "Respiratory resistance, oil-water solubility and mental effects of argon compared with helium and nitrogen". American Journal of Physiology. ج. 126 ع. 2: 409–15. DOI:10.1152/ajplegacy.1939.126.2.409.
57. ↑  Ornhagen, H (1984). "Hydrogen-Oxygen (Hydrox) breathing at 1.3 MPa". FOA Rapport C58015-H1. Stockholm: National Defence Research Institute. ISSN:0347-7665.
58. ↑  Cousteau, Jacques-Yves؛ Dumas, Frédéric (1953). The Silent World: A Story of Undersea Discovery and Adventure. Harper & Brothers Publishers. ص. 266. ISBN:0-7922-6796-6.
59. ↑  Eger, EI؛ Saidman, LJ؛ Brandstater, B (1965). "Minimum alveolar anesthetic concentration: a standard of anesthetic potency". Anesthesiology. ج. 26 ع. 6: 756–63. DOI:10.1097/00000542-196511000-00010. PMID:5844267.
60. ↑  Lambertsen، Christian J؛ Gelfand, R؛ Clark, JM (1978). "University of Pennsylvania Institute for Environmental Medicine report, 1978". University of Pennsylvania. Institute for Environmental Medicine. مؤرشف من الأصل في 2010-06-12. اطلع عليه بتاريخ 2009-03-22.
61. ↑  "LDLP - Librairie Du Liban Publishers". ldlp-dictionary.com. مؤرشف من الأصل في 2019-08-16. اطلع عليه بتاريخ 2019-08-17.
62. 1 2  Team, Almaany. "ترجمة و معنى nitrogen narcosis بالعربي في قاموس المعاني. قاموس عربي انجليزي مصطلحات صفحة 1". www.almaany.com (بالإنجليزية). Archived from the original on 2020-05-31. Retrieved 2020-05-31.
63. ↑  "Al-Qamoos القاموس | English Arabic dictionary / قاموس إنجليزي عربي". www.alqamoos.org. مؤرشف من الأصل في 2020-05-31. اطلع عليه بتاريخ 2020-05-31.
64. ↑  "Nitrogen narcosis في العربية - الإنجليزية-العربية قاموس". Glosbe (بالإنجليزية). Archived from the original on 2020-05-31. Retrieved 2020-05-31.
65. Askitopoulou، Helen؛ Ramoutsaki، Ioanna A؛ Konsolaki، Eleni (12 أبريل 2000). "Etymology and Literary History of Related Greek Words". Analgesia and Anesthesia. International Anesthesia Research Society. ج. 91 ع. 2: 486–491. مؤرشف من الأصل في 2021-02-25. اطلع عليه بتاريخ 2010-06-09.
66. Michalodimitrakis, E؛ Patsalis, A (1987). "Nitrogen narcosis and alcohol consumption—a scuba diving fatality". Journal of Forensic Sciences. ج. 32 ع. 4: 1095–7. DOI:10.1520/JFS12421J. PMID:3612064.

#### معلومات المراجع
- Bennett، Peter؛ Rostain، Jean Claude (2003). "Inert Gas Narcosis". في Brubakk، Alf O؛ Neuman، Tom S (المحررون). Bennett and Elliott's physiology and medicine of diving (ط. 5th). United States: Saunders. ISBN:0-7020-2571-2. OCLC:51607923.
- Lippmann، John؛ Mitchell، Simon J. (2005). "Nitrogen narcosis". Deeper into Diving (ط. 2nd). Victoria, Australia: J. L. Publications. ص. 103–8. ISBN:0-9752290-1-X. OCLC:66524750.
- U.S. Navy Supervisor of Diving (2008). U.S. Navy Diving Manual (PDF). SS521-AG-PRO-010, revision 6. U.S. Naval Sea Systems Command. مؤرشف من الأصل (PDF) في 2014-12-10. اطلع عليه بتاريخ 2014-01-21.